# (2053) Nuki
(2053) Nuki (1976 UO) – planetoida z pasa głównego okrążająca Słońce w ciągu 4,7 lat w średniej odległości 2,81 au. Odkryta 24 października 1976 roku.